# Joséphine Marchais
Joséphine Marchais, née Rabier le 13 avril 1837 à Blois dans le Loir-et-Cher, morte le 20 février 1874 à Saint-Laurent-du-Maroni en Guyane, est une journalière française. Elle participe activement à la Commune de Paris en 1871. Arrêtée portant des armes, elle est condamnée à mort. Sa peine étant commuée en travaux forcés, elle est déportée en Guyane.

## Biographie
Joséphine Marguerite Marchais naît le 13 avril 1837 à Blois dans le Loir-et-Cher. Elle est d'un milieu défavorisé, avec une famille difficile. Elle-même est condamnée pour vol à six mois de prison ; sa mère effectue cinq ans de prison pour incitation à la débauche ; sa sœur est enfermée en maison de correction jusqu'à vingt ans, et plus tard condamnée à trois mois de prison pour vol.
En 1871, pendant la Commune de Paris, elle est vivandière au bataillon des Enfants-Perdus. Selon les témoins, elle est sur la barricade de la rue de Lille les journées des 22 et 23 mai, avec son fusil et en chapeau tyrolien,,. Elle force son amant à rejoindre la barricade. 
Elle est arrêtée en train de transporter des armes et des écharpes rouges, en compagnie d'Élisabeth Rétiffe, Eulalie Papavoine et Léontine Suétens. Elle est aussi accusée de pillage, d'obsénités et injures.
Joséphine Marchais comparaît devant le conseil de guerre, et est condamnée à mort en septembre 1871. Sa peine est commuée le 27 novembre 1871 en travaux forcés à perpétuité. 
Elle est emmenée au bagne de Guyane, d'où elle s'évade l'année suivante, le 20 novembre 1872. Reprise quatre jours plus tard, elle meurt au bagne le 20 février 1874. Les causes de sa mort ne sont pas connues, et sa mort à cette date n'est pas certaine, selon une autre source elle pourrait avoir été encore vivante en 1885, épouse d'un gendarme.